# Ликьор
Ликьор е сладка алкохолна напитка, която е ароматизирана с плодове, билки, ядки, подправки, цветя или сметана. Употребяват се както самостоятелно, така и като част от много коктейли, а също и в кулинарията. Ликьорите се делят на силни, десертни и кремообразни.
Думата ликьор идва от латинското liquifacere („втечнявам“).
Ликьорът е забранен за лица под 18 г. възраст.